# アニータ・ガリバルディ
アニータ・ガリバルディ（Anita Garibaldi、1821年8月30日-1849年8月4日）は、イタリア統一運動の英雄となった革命家。夫は、イタリア統一運動を推進した革命家のジュゼッペ・ガリバルディ。ブラジル出身。

## 生涯

### 生い立ち
ブラジル南部の町、ラグナの近くの貧しい農民 ベント・リベロの娘に生まれた。リベロ家は大西洋の島、アゾレス諸島から移住してきた家系で、父親は牧畜業を営んでいた。アニータの家庭環境は貧しく厳しかったがアニータは意志が強く、馬を操るのが得意だった。アニータの意志の強さには母が手を焼いていた。。

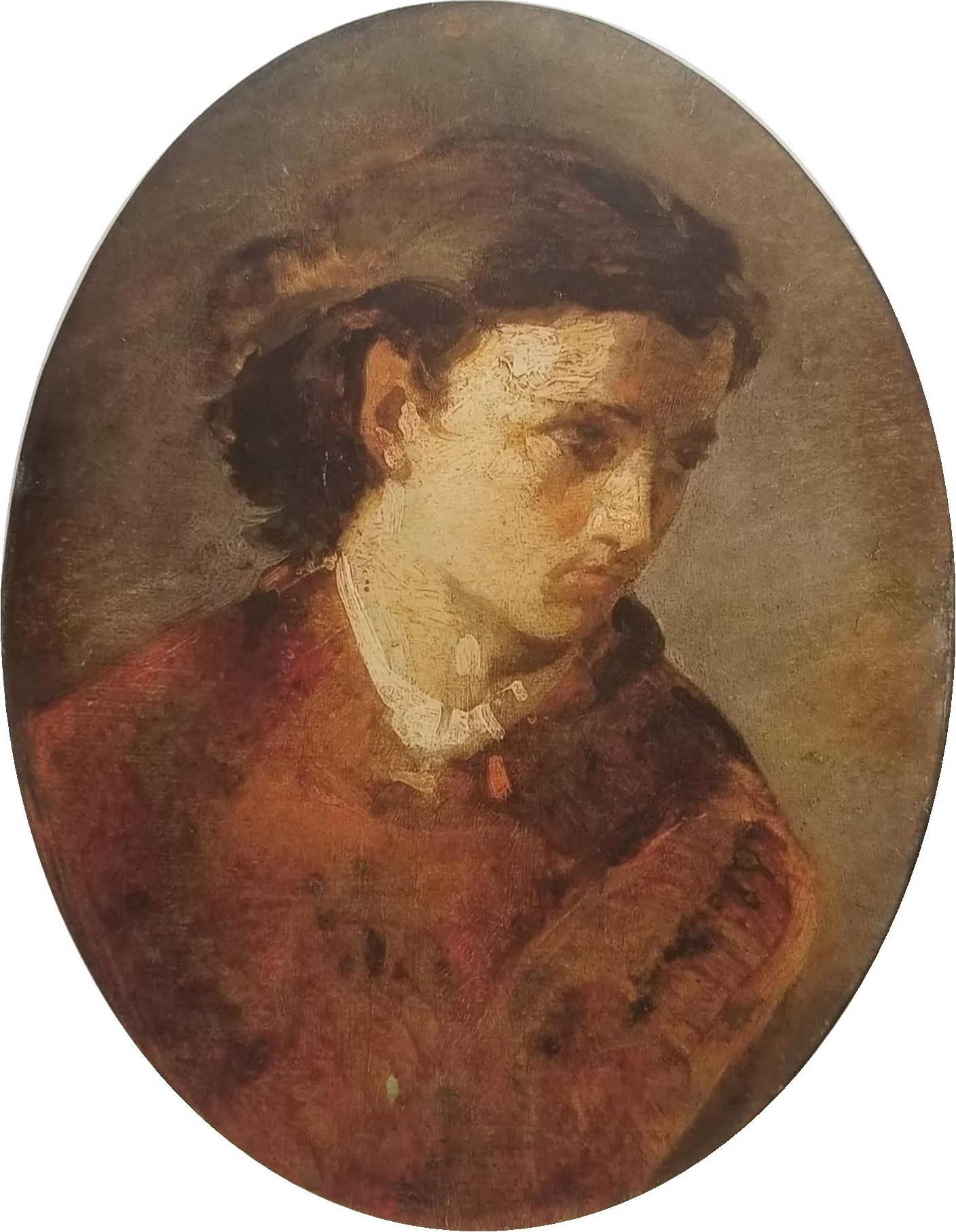
アニータガリバルディの肖像画

### 最初の結婚
父親と3人の姉妹が相次いで亡くなり、母親たっての願いにより15歳の時に14歳年上の靴屋に嫁いだ。夫は酒飲みで、結婚して3年後も子供はおらず、夫は家を空けがちであったためアニータは実家に帰っていた。

### ガリバルディと出会いと結婚
1839年、後に夫となるガリバルディと出会った。この時、ガリバルディはファラポース戦争の反乱軍に加わっていた。ガリバルディに惹かれたアニータはガリバルディの船に乗ったことをきっかけに運命を共にする。この後からアニータはガリバルディと共に戦った。
1840年にクリチバノスの戦いでは捕虜となったアニータは馬で逃走したが、馬が射殺されてしまった。そのためアニータはカノアス川に飛び込み、4日間森でさまよった。最終的にはガリバルディと再会した。
アニータは妊娠中も戦場へ出ていた。妊娠8か月の時には騎兵隊を率いていた。
1840年9月16日、長男を出産した。
1841年、ガリバルディがウルグアイのモンテビデオに移り住んだ。その地で2人は翌1842年に結婚した。
アニータは、その地で3人の子どもを出産した。

### 結婚後
1842年から5年間、ガリバルディはウルグアイとアルゼンチンの戦争に参戦した。アニータは、戦争のあおりで皮革の輸出が止まり、ブエノスアイレスの屠畜場で働く労働者用の赤い布が余っていたのを安く購入し、それを使ってガリバルディたちイタリア人義勇軍に赤シャツを作った。以来、赤シャツはガリバルディの代名詞となった。しかし、5年のうちに娘が病死するなどの不幸もあった。
1847年、ガリバルディが率いてくるはずの部隊の受け入れを準備するために、アニータは3人の子供を連れてイタリアに渡った。翌1848年、ガリバルディと再会した。その後ガリバルディは、イタリア各地で義勇兵を率いて戦い、一時はローマを占拠した。
1849年、シチリアにいた教皇ピウス9世がローマの奪回の呼びかけると、ローマのガリバルディは、呼びかけに応じてやってきたフランス軍の猛攻を受けた。フランス軍によるローマ包囲は一か月間続き、これ以上持ちこたえられない状況の中、アニータはひとり敗色濃いローマにやってきた。当時、5人目の子供を妊娠し腸チフスに罹患しており、病気と疲労で憔悴しきっていた。7月2日にローマは陥落し、ガリバルディは、オーストリア軍などに追われながらも、アニータを抱えてヴェネチアへ退却しようとした。
退却中の1849年8月4日、ラヴェンナまで来たところでアニータは力尽き、ガリバルディの腕の中で息を引き取った。27歳だった。アニータの遺体は埋葬する時間がなく、かろうじて砂をかけただけだったため、遊んでいた子供が砂から突き出ていた手を見つけたという話が残っている。彼女の遺体は、現在、ローマを見下ろすジャニクルミの丘に埋葬されている。